# نعومي ريان
نعومي ريان (بالإنجليزية: Naomi Ryan)‏ هي ممثلة بريطانية، ولدت في 24 مايو 1977 في بورنموث في المملكة المتحدة.

## أعمال

### أفلام
- (2014) حراس المجرة[3][4][5][6][7]

## وصلات خارجية
- نعومي ريان على موقع IMDb (الإنجليزية)
- نعومي ريان على موقع قاعدة بيانات الفيلم (الإنجليزية)